# Vicepresidència del Govern de Catalunya
La Vicepresidència del Govern de Catalunya és un càrrec de la Generalitat de Catalunya creat amb l'article 15 de la Llei 13/2008, del 5 de novembre, de la presidència de la Generalitat i del Govern. Aquesta llei preveu la possibilitat de nomenar un vicepresident o vicepresidenta del Govern, sempre que no hagi estat nomenat un Conseller Primer. El vicepresident del govern forma part del Govern i és titular de la conselleria que el president determini; en l'actualitat, la Conselleria de la Vicepresidència.
L'Estatut d'Autonomia de Catalunya de 2006 determina que el Govern de Catalunya es compon del President de la Generalitat de Catalunya, optativament d'un Conseller Primer i la resta de Consellers. El fet de no haver estat designat cap Conseller Primer en la VII legislatura del Parlament de Catalunya, permet considerar el Conseller de la Vicepresidència com el segon càrrec en importància.

## Funcions
Les principals funcions del Vicepresident o vicepresidenta del Govern són:
- Convocar i presidir el Consell Tècnic del Govern.
- Coordinar i supervisar l'activitat de les delegacions territorials del Govern.
- Suplir i substituir el president o presidenta de la Generalitat.
- Rebre informació de la Secretaria del Govern sobre els projectes de decret elaborats pels departaments abans que no siguin incorporats a l'ordre del dia del Consell Tècnic.
- Complir les funcions de caràcter administratiu i executiu que li assignen les lleis.

## Llista de Vicepresidents/es
| #                                             | Legislatura                                   | Nom                                           | Nom                                           | Inici mandat                                  | Fi mandat                                     | Partit polític                                | Partit polític                                | refs.                                         |
| Conselleria de la Vicepresidència (1931-1932) | Conselleria de la Vicepresidència (1931-1932) | Conselleria de la Vicepresidència (1931-1932) | Conselleria de la Vicepresidència (1931-1932) | Conselleria de la Vicepresidència (1931-1932) | Conselleria de la Vicepresidència (1931-1932) | Conselleria de la Vicepresidència (1931-1932) | Conselleria de la Vicepresidència (1931-1932) | Conselleria de la Vicepresidència (1931-1932) |
| --------------------------------------------- | --------------------------------------------- | --------------------------------------------- | --------------------------------------------- | --------------------------------------------- | --------------------------------------------- | --------------------------------------------- | --------------------------------------------- | --------------------------------------------- |
| -                                             | 1931-1932                                     |                                               | Joan Casanovas i Maristany                    | 29 de desembre de 1931                        | 3 d'octubre de 1932                           |                                               | Esquerra Republicana de Catalunya             |                                               |
| Conselleria de la Vicepresidència (2006-2008) |                                               |                                               |                                               |                                               |                                               |                                               |                                               |                                               |
| -                                             | VIII                                          |                                               | Josep-Lluís Carod-Rovira                      | 29 de novembre de 2006                        | 3 de desembre de 2008                         |                                               | Esquerra Republicana de Catalunya             |                                               |
| Vicepresidència del Govern (2008-actualitat)  |                                               |                                               |                                               |                                               |                                               |                                               |                                               |                                               |
| 1                                             | VIII                                          |                                               | Josep-Lluís Carod-Rovira                      | 3 de desembre de 2008                         | 29 de desembre de 2010                        |                                               | Esquerra Republicana de Catalunya             |                                               |
| 2                                             | IX                                            |                                               | Joana Ortega i Alemany                        | 29 de desembre de 2010                        | 27 de desembre de 2012                        |                                               | Unió Democràtica de Catalunya                 |                                               |
| 2                                             | X                                             | 27 de desembre de 2012                        | Joana Ortega i Alemany                        | 22 de juny de 2015                            |                                               |                                               | Unió Democràtica de Catalunya                 |                                               |
| 3                                             | X                                             |                                               | Neus Munté i Fernández                        | 22 de juny de 2015                            | 14 de gener de 2016                           | Convergència Democràtica de Catalunya         |                                               |                                               |
| 4                                             | XI                                            |                                               | Oriol Junqueras i Vies                        | 14 de gener de 2016                           | 27 d'octubre de 2017                          |                                               | Esquerra Republicana de Catalunya             |                                               |
| 5                                             | XII                                           |                                               | Pere Aragonès i Garcia                        | 29 de maig de 2018                            | 24 de maig de 2021                            |                                               | Esquerra Republicana de Catalunya             | [ 3 ] [ 4 ]                                   |
| 6                                             | XIII                                          |                                               | Jordi Puigneró i Ferrer                       | 26 de maig de 2021                            | 29 de setembre de 2022                        |                                               | Junts per Catalunya                           | [ 5 ] [ 6 ]                                   |
| 7                                             | XIII                                          |                                               | Laura Vilagrà i Pons                          | 23 de maig de 2024                            | En el càrrec                                  |                                               | Esquerra Republicana de Catalunya             |                                               |